# Potoczna
Potoczna [pronunciación en polaco: /pɔˈtɔt͡ʂna/] es un pueblo ubicado en el distrito administrativo de Gmina Krzęcin, dentro del Condado de Choszczno, Voivodato de Pomerania Occidental, en el norte de Polonia occidental. Se encuentra aproximadamente a 6 kilómetros al oeste de Krzęcin, a 9 kilómetros al sur de Choszczno, y a 66 kilómetros al sureste de la capital regional Szczecin.
Antes de 1945, el área fue parte de Alemania. Para la historia de la región, véase Historia de Pomerania.